# Heinrich-Josef Nelis
Heinrich-Josef Nelis (* 10. Mai 1894 in Kohlscheid; † 3. März 1945 in Herborn) war ein deutscher Hochschullehrer und SS-Funktionär.

## Leben
Nelis war der Sohn eines Schlossers und Mechanikers. Er studierte zuerst katholische Theologie und wurde 1922 zum Priester geweiht. 1928 wurde Nelis Mitglied in dem Wehrverband Stahlhelm, Bund der Frontsoldaten. Im Jahre 1930 begann er an der Universität München ein zweites Studium der Philosophie und Pädagogik und promovierte 1933 bei Aloys Fischer.
Nach der Machtübernahme durch die Nationalsozialisten trat er zum 1. Mai 1933 in die NSDAP ein (Mitgliedsnummer 2.219.228) und wurde 1934 Mitglied in der SS (SS-Nummer 107.383), wo er noch im selben Jahr bis zum SS-Hauptsturmführer aufstieg. Zudem gehörte er ehrenamtlich dem Sicherheitsdienst des Reichsführers SS (SD) an, für den er Spitzeldienste leistete.
Ab 1934 war er Dozent und bereits 1935 Professor an der Hochschule für Lehrerbildung Bonn. 1936 vertrat er Eduard Spranger an der Universität Berlin, wechselte allerdings im selben Jahr für eine Vertretung nach Frankfurt am Main. An der Johann-Wolfgang-Goethe-Universität Frankfurt am Main erhielt Nelis im folgenden Jahr 1937 einen Lehrstuhl als ordentlicher Professor für Pädagogik und Philosophie. Dort war er an der Philosophischen Fakultät Vertrauensmann des NS-Dozentenbundes. 1937 trat er aus der Kirche aus.
Während des Zweiten Weltkrieges wurde Nelis 1942 Sachbearbeiter für kirchenpolitische Fragen beim Befehlshaber der Sicherheitspolizei und des SD in Den Haag.
Nelis starb Anfang März 1945 im Krankenhaus Herborn an Tuberkulose und Herzschwäche.

## Veröffentlichungen
- Die Autorität als pädagogisches Problem, Frankfurt a. M., Diesterweg, 1934.
- Völkische Lebensform als Erziehungsgrundlage, Berlin, NS-Dozentenbund, 1937.